# Cima Rocca
Die Cima Rocca ist ein vielbegangener, 1089 m s.l.m. hoher Gipfel in den Gardaseebergen, der über eine Klettersteigroute zu erreichen ist.

## Lage
Der Gipfel ist Teil der Rocchetta-Gruppe, die nördlich des Val di Ledro und westlich des nördlichen Teils des Gardasees liegt. Benachbarter Gipfel ist im Südosten die Cima Capi (909 m s.l.m.). Etwa 170 Höhenmeter unterhalb des Gipfels liegt an der Südflanke das Bivacco Francesco Arcioni.

## Klettersteigroute
Startpunkte für die Klettersteigtour sind sowohl Riva del Garda (78 m s.l.m.) als auch Biacesa (418 m s.l.m.). Der Weg führt durch Kriegsstollen hindurch und an Schützengräben vorbei, die im Ersten Weltkrieg entstanden sind (Gebirgskrieg 1915–1918). Er bietet zudem Aussicht auf den Gardasee und die östlichen Gardaseeberge. Insgesamt besteht die Route aus vier Klettersteigen: Sentiero Susatti, Sentiero Foletti, Sentiero Camminamenti, Sentiero delle Laste. Der Schwierigkeitsgrad wird mit B angegeben.

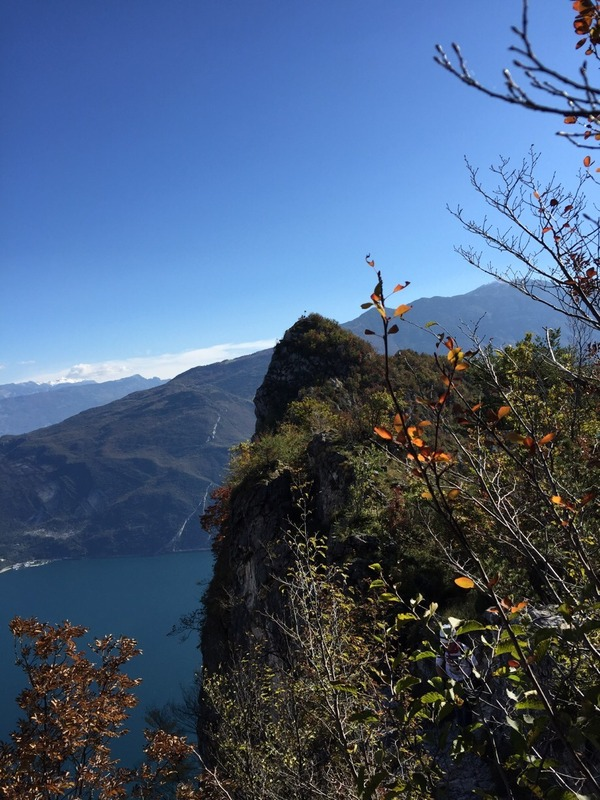
Aussicht von der Cima Rocca auf die Cima Capi
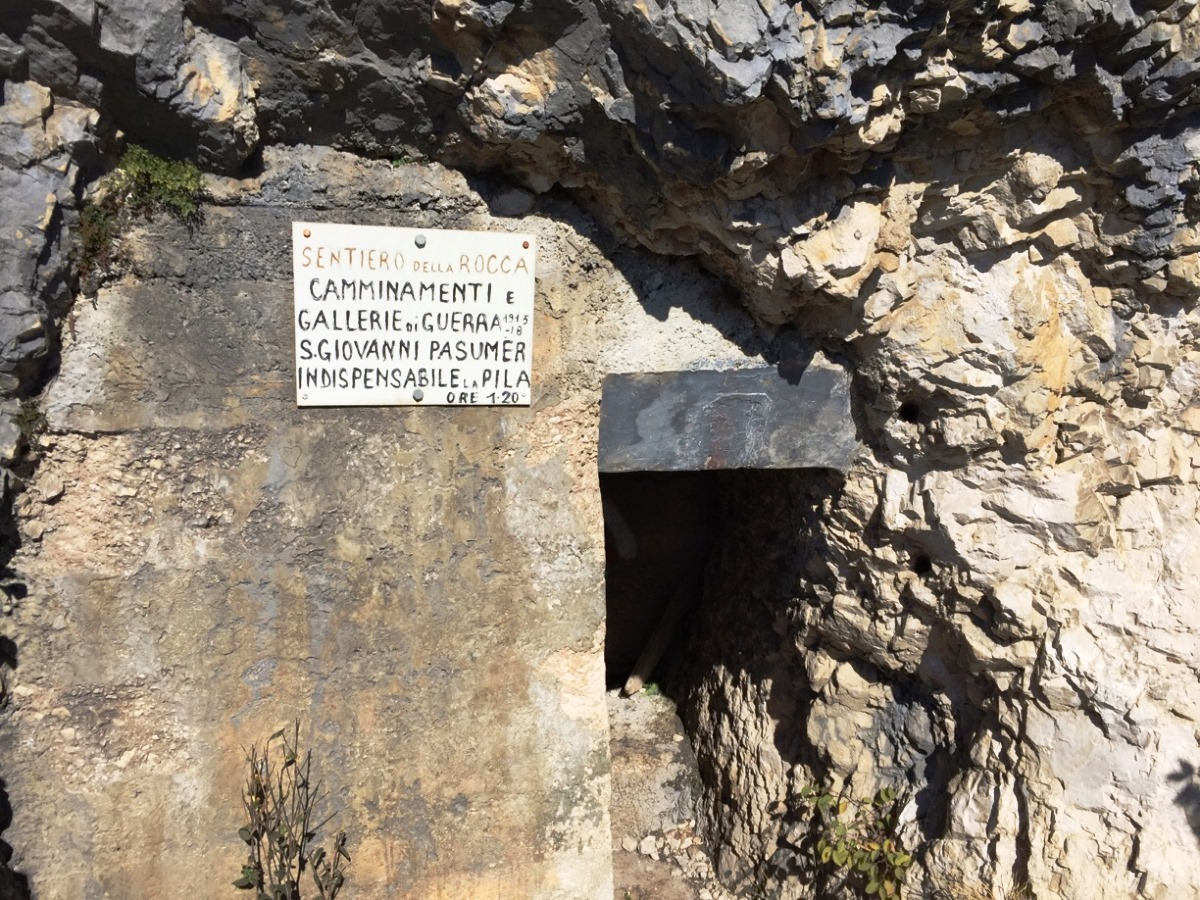
Kriegsstollen unter dem Gipfel der Cima Rocca
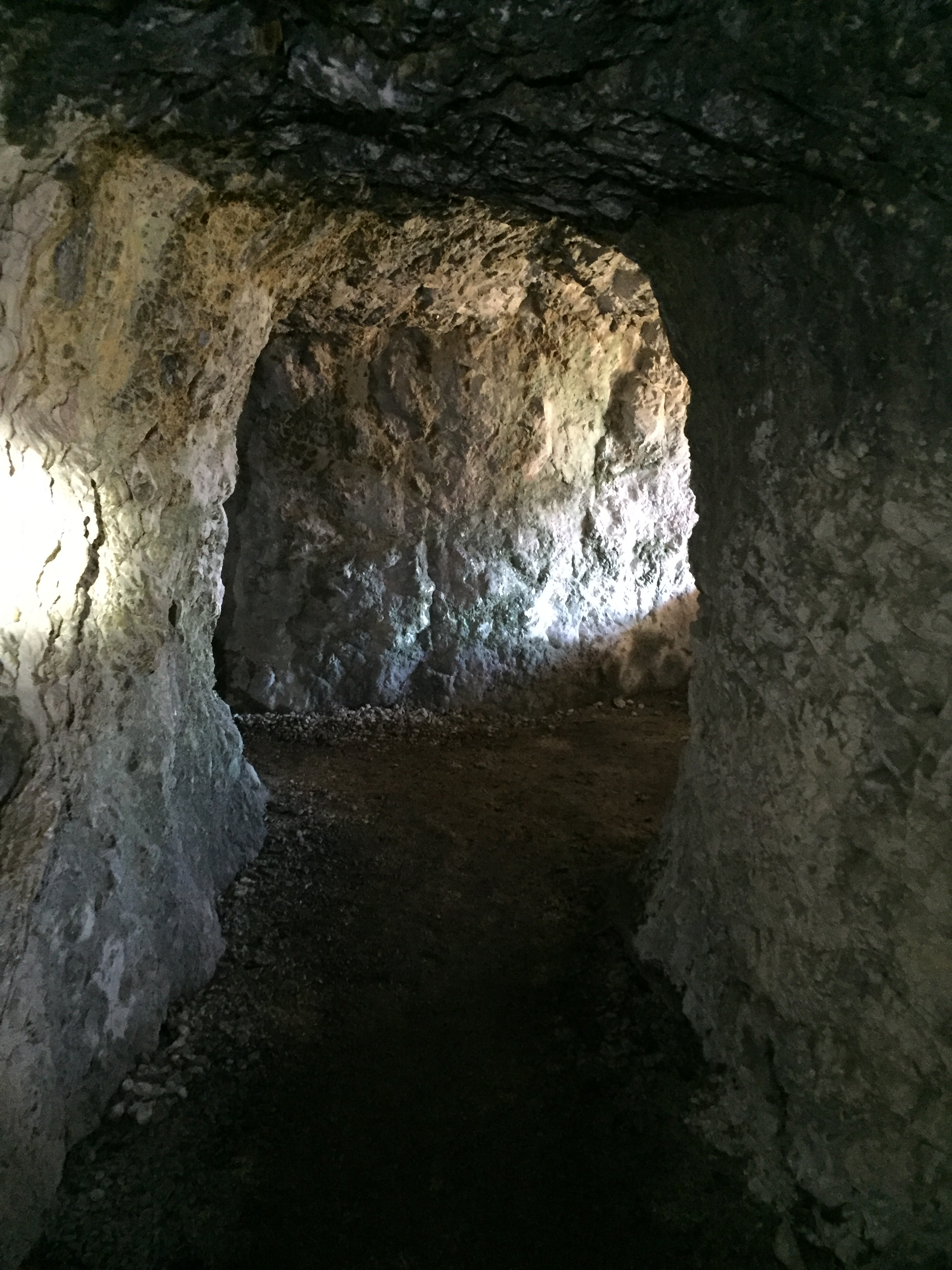
Kriegsstollen nahe der Cima Rocca